# Nicole Woldmann
Nicole Woldmann (* 20. November 2002) ist eine deutsche Fußballspielerin.

## Karriere

### Vereine
Nach Stationen bei sächsischen Mannschaften aus der B-Jugend des Magdeburger FFC hervorgegangen, rückte die aus Langenleuba-Oberhain stammende Woldmann zur Saison 2018/19 in die erste Mannschaft auf. In der drittklassigen Regionalliga Nordost bestritt sie als Mittelfeldspielerin 13 Punktspiele, in denen sie sieben Tore erzielte. Ihr Debüt im Seniorinnenbereich gab sie am 19. August 2018 (1. Spieltag) beim 2:0-Sieg im Auswärtsspiel gegen den BSC Marzahn, wobei sie innerhalb von sechs Minuten beide Tore erzielte. Ferner kam sie am 12. August 2018 im Erstrundenspiel des DFB-Pokal-Wettbewerbs bei der 2:5-Niederlage im Heimspiel gegen Arminia Bielefeld zum Einsatz.
Von 2019 bis 2021 spielte sie für den FC Bayern München II zunächst in der eingleisigen, danach in der Staffel Süd der zweigleisigen Bundesliga. In ihrer ersten Saison bestritt sie 14 Punktspiele und erzielte drei Tore.
Zur Saison 2021/22 wurde sie vom Bundesligaaufsteiger FC Carl Zeiss Jena verpflichtet, für den sie am 29. August 2021 (1. Spieltag) bei der 0:3-Niederlage im Heimspiel gegen Bayer 04 Leverkusen über 90 Minuten ihr erstes Spiel in der höchsten Spielklasse im deutschen Frauenfußball bestritt.
Nach der Saison 2024/25 pausierte sie ihre Fußballkarriere, um sich auf ihr Medizinstudium zu konzentrieren.

### Auswahl-/Nationalmannschaft
Woldmann kam von 2015 bis 2018 in Länder- und Regionalauswahlen Sachsens bzw. Sachsen-Anhalts in den Altersklassen U14, U16 und U18 in insgesamt 19 Spielen zum Einsatz, in denen sie ein Tor erzielte.
Am 19. April 2017 bestritt sie erstmals ein Länderspiel als Nationalspielerin des DFB; mit der U15-Nationalmannschaft gewann sie in Prag den Vergleich mit der Auswahl Tschechiens mit 5:1 Toren von Beginn an. Fortan durchlief sie die Nachwuchsnationalmannschaften der Altersklassen U16, U17 und U19. Mit der U17-Nationalmannschaft nahm sie an der vom 5. bis 17. Mai 2019 in Bulgarien ausgetragenen Europameisterschaft teil. Sie bestritt einschließlich des mit 3:2 im Elfmeterschießen gegen die Auswahl der Niederlande entschiedenen Finales am 17. Mai 2019 in Albena, alle fünf Turnierspiele, mit denen sie zum Europameistertitel beitrug.

## Erfolge
- U17-Europameister 2019